# 血径迷踪
《血径迷踪》是一款心理學恐懼游戏，由Tale of Tales开发，最初发布于2009年3月18日在Microsoft Windows操作系统上发布了英语和荷兰语版，后来由TransGaming Technologies移植到Mac OS X平台。
它的灵感来自童话故事《小红帽》的几个版本，以及民间寓言，不过将故事背景搬到了当代。玩家可以选择控制六个不同的姐妹，母亲要求她们一个个去探望生病的外祖母。玩家可以选择是否留在道路上或到森林中游荡，而森林中有群狼在等待。

## 游戏元素
开发者称，这款游戏是非传统的，因此没有赢的策略。事实上，许多时候游戏需要的玩家选择失败的路径，以让小姐妹们经历她们注定的命运。甚至游戏的叙事也不是典型，开发者解释说，"我们不是传统意义上讲故事的人。不是说我们编了的故事，然后再与你分享。我们的工作更多的是探索关于人类处境的叙事能力。我们创作的只是一种境遇。实际的故事随着游戏的进程而发展，部分是靠游戏元素，部分是靠玩家想象。"

## 开发
《血径迷踪》的开发计划最初在2006年3月16日公布，当时标题为《144》。这个数字最初是指剧情在6天共144个小时里发生。但是，在正式版本中是指144枚可搜集的花朵。

## 评论
Videogamer.com的伊恩·麦卡弗蒂称《血径迷踪》是“一个非常重要的作品，就超越快餐性娱乐产品的局限这一点而言"，“证明了电子游戏开始成熟。”
每日电讯报的Tim Martin将《血径迷踪》作为在叙事技巧上做出有力尝试的一个最近的例子。他将其比作"一篇被《模拟人生》所吸收的安潔拉·卡特小说。"